# Cherokee (Kalifornien)

Lage von Cherokee im Butte County

Cherokee ist aus einer Goldgräbersiedlung hervorgegangener Census-designated place im Butte County in Kalifornien. Das Gebiet um Cherokee wurde vor dem Goldrausch von den Angehörigen der Maidu besiedelt, bekam seinen Namen jedoch aufgrund einer Gruppe von goldsuchenden Cherokee, die einen Claim zur Goldsuche an dieser Stelle absteckten. Das U.S. Census Bureau hat bei der Volkszählung 2020 eine Einwohnerzahl von 88 ermittelt. Cherokee liegt in einer Höhenlage von 398 Meter.
Auf dem 7,5-Minuten-Quadranten von Cherokee ist ein Flurname Cherokee Placer Mine etwa einen Kilometer südwestlich der oben genannten Koordinaten eingetragen und möglicherweise mit der historischen Goldmine identisch. Der United States Geological Survey nennt Cherokee Flat und Drytown als historische Varianten des Ortsnamens. Der Ort liegt abseits der California State Route 70.
Heute besteht Cherokee aus einem Museum, einem Friedhof (beides von der Cherokee Heritage and Museum Association unterhalten) sowie mehreren anderen Gebäuden.

## Geschichte
Das Gebiet des heutigen Cherokee war einst von den Maidu besiedelt. Um 1818 herum fanden spanische Entdecker Gold im heutigen Südrand von Cherokee in der Nähe des Table Mountain. 1849 kamen Cherokee aus Oklahoma. Walisische Goldsucher kamen in den 1850er Jahren, benannten den Ort nach den Cherokee und bauten Häuser.
Thomas Alva Edison besaß eine der in der Umgebung aufgeschlossenen Minen und sorgte für eine Versorgung mit Elektrizität, um die Arbeit zu erleichtern. Während der Gold-Periode prosperierte die Stadt; die ersten Gebäude im Butte County mit fließendem Wasser gab es in Cherokee.
1880 statteten Präsident Rutherford B. Hayes, seine Frau Lucy, der Bürgerkriegsgeneral William T. Sherman und General John Bidwell Cherokees berühmter hydraulischer Mine einen Besuch ab. Wegen der hohen Unterhaltungskosten wurden die Minen in den 1890er Jahren verkauft. Zu ihrer Blütezeit hatte die Stadt Tausende von Einwohnern.
Ein Postamt arbeitete in Cherokee von 1854 bis 1912.

### Spring Valley Mine
Mit der Zeit konsolidierten sich die Minen und in den 1870er Jahren wurden die hydraulischen Minen-Unternehmen von Cherokee in einem Unternehmen zusammengefasst, das von der Spring Valley Mining and Irrigation Company kontrolliert wurde. Die Mine wurde 1894 geschlossen. Im Gebiet gibt es immer noch die Spring Valley Elementary School, das Spring Valley Reservoir und die Spring Valley Gulch (ein Tal).

## Cherokee als Touristenattraktion
Besucher kommen nach Cherokee wegen des Museums und des Friedhofs. Auch die beiden jährlichen Festivals am 4. Juli und am Wochenende um den 24. September (President Hayes Day genannt) ziehen Touristen an.
In der Umgebung existiert Sugarloaf, eine Felsgruppe mit Beständen von Hirschen, Füchsen, Tauben und Pfauen sowie Wanderwegen. Der Table Mountain ist bekannt für die im Frühling blühenden Wildblumen.
Ein chinesischer daoistischer Tempel, eines der ältesten derartigen Gebäude in den Vereinigten Staaten (aber nicht mehr genutzt), wurde in den 1860er Jahren durch die kleine chinesische Gemeinschaft errichtet. Der Tempel wird als historisch bedeutsam angesehen.

## Demographie
Der United States Census von 2010 führt für Cherokee 69 Einwohner auf. Die Bevölkerungsdichte entsprach damit 13,9/ km². Die Anteile der Bevölkerungsgruppen betrugen: 48 (70 %) Weiße, keine Afroamerikaner, zwei (3 %) Indianer, acht (12 %) Asiaten, keine Pazifik-Insulaner, keine „andere Rassen“ und elf (16 %) Angehörige „zweier oder mehr Rassen“. Von Hispanics oder Latinos gab es eine Person (1 %).
Laut Census lebten 69 Personen (100 %) in Haushalten, keine in nicht-institutionalisierten Gruppen-Quartieren und auch keine in institutionalisierten Quartieren.
Es gab 26 Haushalte, von denen sieben (27 %) Kinder unter 18 Jahren hatten; vierzehn (54 %) wurden von verheirateten zusammenlebenden Paaren, drei (12 %) von einer alleinerziehenden Mutter und einer (4 %) von einem alleinerziehenden Vater geführt. Es gab zwei (8 %) unverheiratete nicht-gleichgeschlechtliche Partnerschaften und keine gleichgeschlechtlichen Partnerschaften. Sieben Haushalte (27 %) wurden von Singles gebildet und vier (15 %) von einer alleinstehenden Person über 65 Jahren. Die durchschnittliche Haushaltsgröße betrug 2,6 Personen. Es gab achtzehn Familien (69 % aller Haushalte); die durchschnittliche Familiengröße betrug 3,3 Personen.
Die Bevölkerung unterteilte sich in sechzehn Personen (23 %) unter achtzehn Jahren, drei Personen (4 %) zwischen 18 und 24 Jahren, neunzehn Personen (28 %) zwischen 25 und 44 Jahren, neunzehn Personen (28 %) zwischen 45 und 64 Jahren und zwölf Personen (17 %) über 65 Jahren. Der Alters-Median betrug 42,8 Jahre. Auf 100 Frauen gab es 122,6 Männer, auf 100 Frauen über 18 Jahren 103,8 Männer.
Es gab 30 Wohneinheiten, was einer durchschnittlichen Dichte von 6 je Quadratkilometer entsprach, von denen neunzehn (73 %) vom Besitzer und sieben (27 %) von Mietern bewohnt wurden. Die Leerstandsrate bei den Eigentümern betrug 0 % wie auch die bei den Mietern. Fünfzehn Personen (73 % der Bevölkerung) lebten in eigenen Wohneinheiten und neunzehn Personen (28 %) in gemieteten Einheiten.

## Ansichten

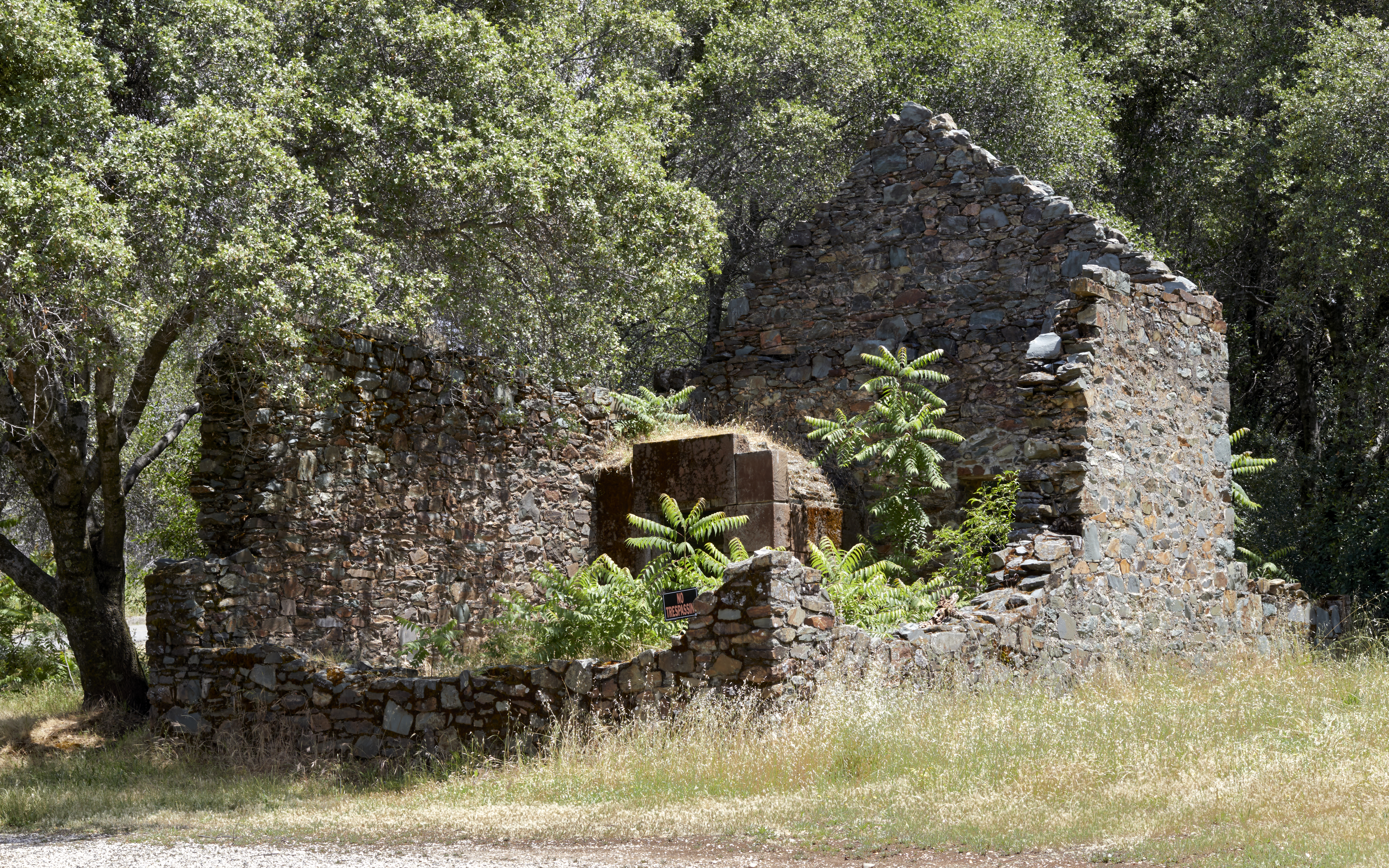
Ruinen der ehemaligen Bank von Cherokee
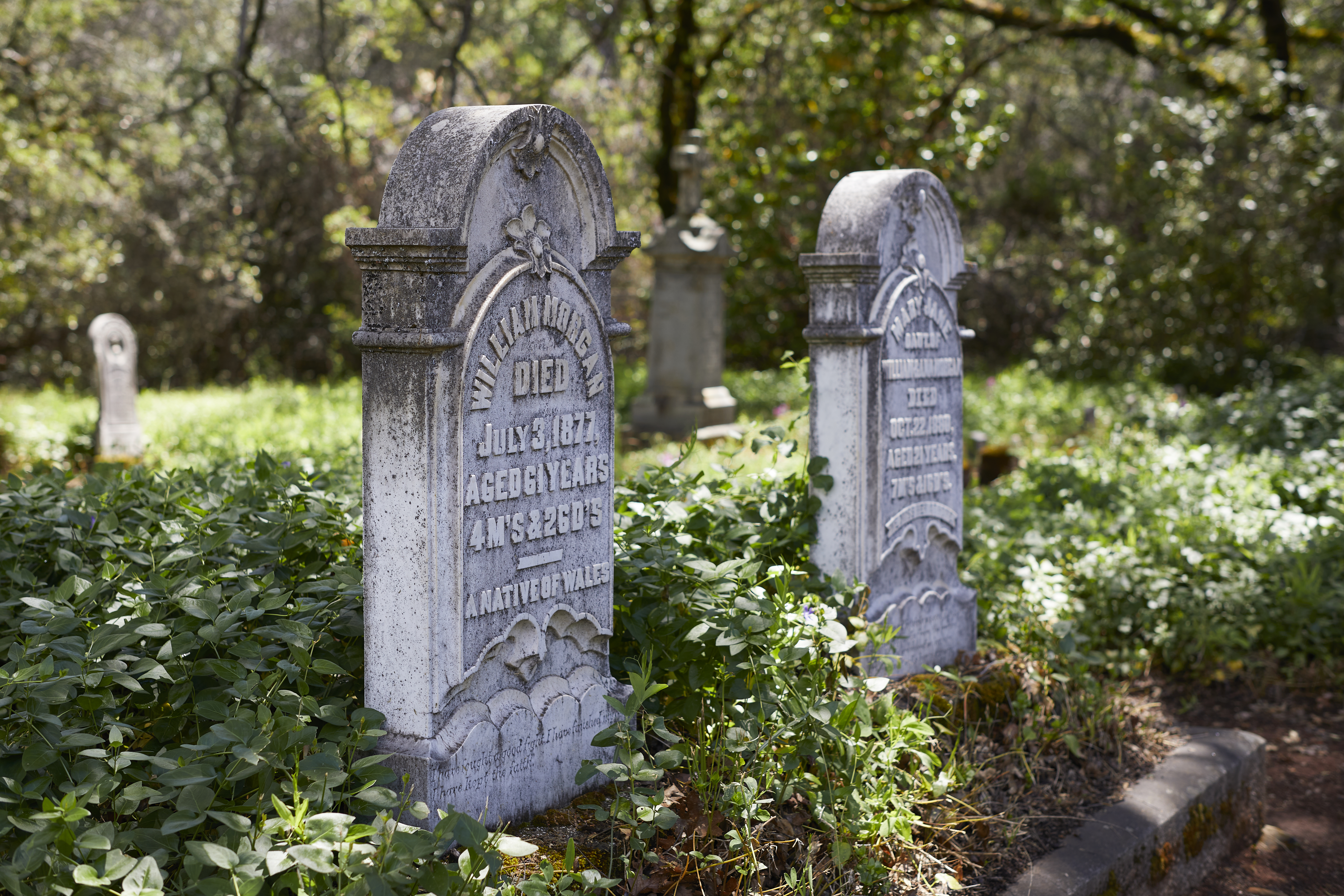
Grabsteine walisischer Einwanderer auf dem Friedhof von Cherokee
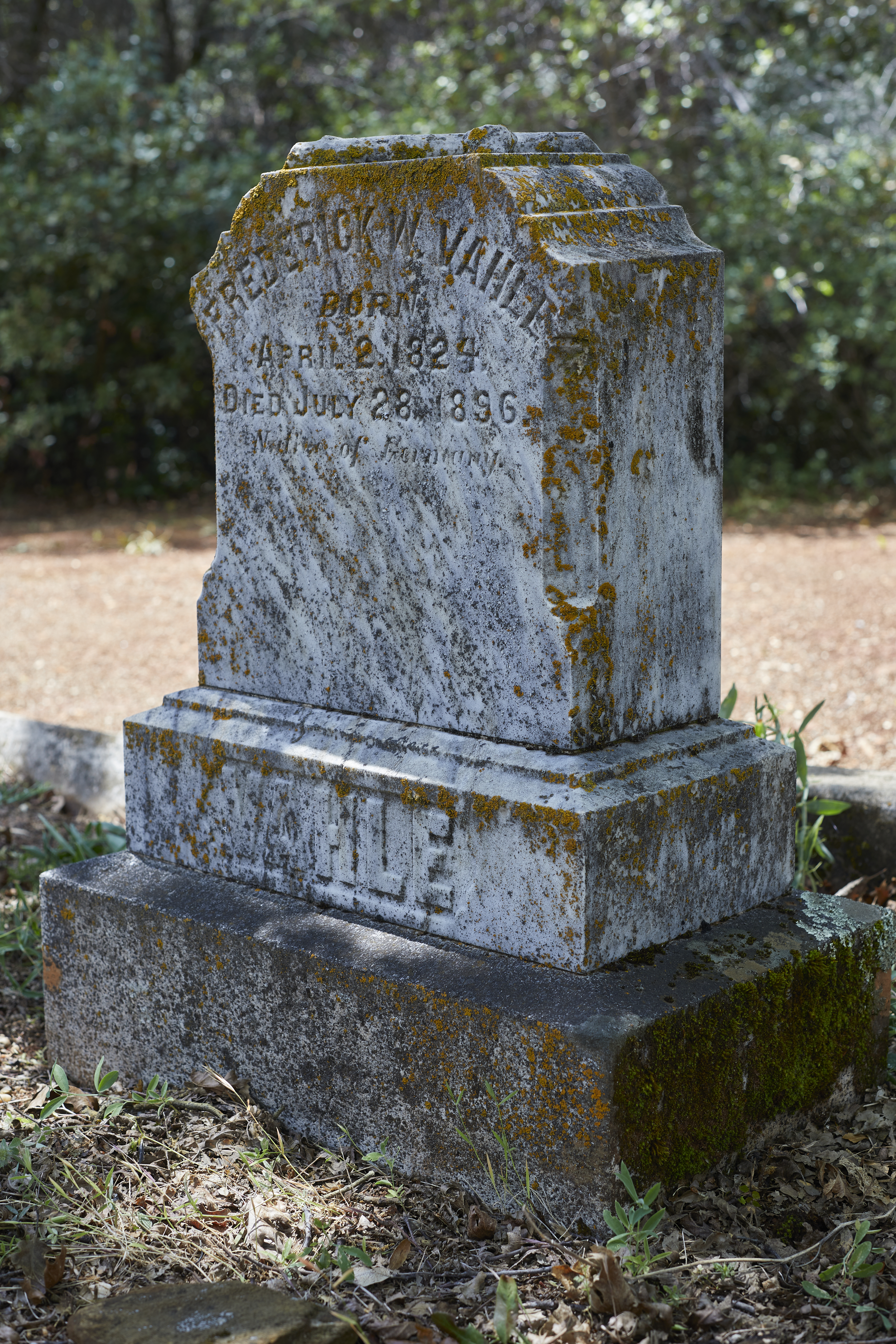
Grabstein des deutschen Immigranten Frederick W. Wahle (1824–1896) auf dem Friedhof von Cherokee